# Кочићева награда
Кочићева награда додељује се „за допринос српској писаној ријечи у Кочићевом слободарском духу”.
Награда се од 1992. додељује у оквиру годишње манифестације „Кочићев збор” у Стричићима, родном месту Петра Кочића. Састав жирија за доделу бира Организационог одбора Кочићевог збора. Међу члановима састава жирија били су: Драгослав Михаиловић, Драшко Ређеп, Предраг Бјелошевић, Стеван Тонтић, Ранко Рисојевић, Ранко Павловић, Берислав Благојевић.
Награду чини Повеља.

## Добитници
Добитници награде су следећи књижевници:
- 1992 — Никола Вуколић
- 1993 — Миодраг М. Вулин
- 1994 — Милорад Павић
- 1995 — Никола Кољевић
- 1996 — Ђуро Дамјановић
- 1997 — Сретен Вујковић
- 1998 — Добрица Ћосић
- 1999 — Радослав Братић
- 2000 — Бранко Милановић
- 2001 — Јован Радуловић
- 2002 — Душко М. Петровић
- 2003 — Ранко Прерадовић
- 2004 — Милорад Екмечић
- 2005 — Милован Витезовић
- 2006 — Ранко Рисојевић
- 2007 — Ранко Павловић
- 2008 — Предраг Лазаревић
- 2009 — Стеван Тонтић
- 2010 — Миленко Стојичић
- 2011 — Драгослав Михаиловић
- 2012 — Јован Бабић (1934)
- 2013 — Миљко Шиндић
- 2014 — Слободан Јанковић
- 2015 — Зоран Костић
- 2016 — Милисав Савић[4]
- 2017 — Коља Мићевић[5]
- 2018 — Рајко Петров Ного
- 2019 — Милорад Телебак
- 2020 — Ненад Грујичић[6][7]
- 2021 — Љубивоје Ршумовић[8]
- 2022 — Анђелко Анушић[9]
- 2023 — Ђорђе Сладоје[10]
- 2024 — Матија Бећковић[11][12]